# Moniteur d'équitation
Moniteur d'équitation est un métier équestre qui consiste à enseigner l'équitation et les soins à apporter aux chevaux. 
Le métier s'exerce dans un centre équestre ou un poney-club, et le moniteur est responsable de la sécurité de ses élèves pendant la pratique équestre.
La formation passe souvent par un BPJEPS, option « activités équestres ».